# Daleville (Indiana)
Daleville est une municipalité située dans le comté de Delaware, dans l’État de l'Indiana, aux États-Unis. Lors du recensement de 2020, elle comptait 1 651 habitants.